# Klimpuh
Klimpuh (mađ. Kelénpatak, njem. Klingenbach) je mjesto u Kotaru Željezno i
okolica u Gradišću, Austrija.

## Stanovništvo
Prema popisu iz 2001. u Klimpuhu živi 1189 stanovnika, od kojih se 73,1 % izjašnjava Hrvatima.

## Kultura
U mjestu djeluje ogranak Hrvatskog kulturnog društva iz Gradišća i tamburaški orkestar Tamburica Klimpuh.
Ogranak HKD-a organizira Festival klapov na kojima nastupaju klape i vokalni sastavi iz Gradišća, Slovenije, Hrvatske i susjednih država.

## Poznate osobe
- Šimon Knefac, hrvatski pisac
- Johanna Sturm, sindikalistica, borkinja (borka) za radnička i ljudska prava u Gradišću
- Hanzi Dihanić, nogometaš i nogometni trener[2]
- Feri Sučić, hrvatski književnik, novinar, skladatelj, urednik, pokretač, pjesnik i kulturni djelač
- Štefan Geošić, hrvatski katolički svećenik, pisac, prevoditelj Svetog pisma

## Šport
- ASKÖ Klimpuh